# Jurij Smyrnow (Billardspieler)
Jurij Olehowytsch Smyrnow (ukrainisch Юрій Олегович Смирнов, englische Transkription: Yuriy Smirnov; * 20. April 1998) ist ein ukrainischer Billardspieler aus Kiew, der in der Billardvariante Russisches Billard antritt.
Er wurde 2016 ukrainischer Meister in der Disziplin Dynamische Pyramide.

## Karriere

### Russisches Billard
Im Alter von zwölf Jahren wurde Jurij Smyrnow 2010 im Finale gegen Artur Jewstyhnjejew erstmals ukrainischer Jugendmeister und bis 2013 folgten vier weitere Jugendmeistertitel.
Im August 2011 nahm Smyrnow in der Disziplin Dynamische Pyramide erstmals an einer nationalen Meisterschaft der Erwachsenen teil und gelangte unter anderem durch Siege gegen Serhij Zilyk und Iwan Pawenko ins Viertelfinale, in dem er Serhij Petrasch mit 1:5 unterlag. Daneben trat er 2011 unter anderem beim Polesja-Pokal und beim ukrainischen Unabhängigkeitspokal an, scheiterte dort jedoch frühzeitig. 2012 folgten seine ersten Teilnahmen an der ukrainischen Meisterschaft in der Kombinierten Pyramide, der nationalen Meisterschaft in der Freien Pyramide und am ukrainischen Pokal.
Knapp drei Jahre nachdem er auf nationaler Ebene erstmals unter die letzten acht gekommen war, erreichte Smyrnow Anfang 2014 im ukrainischen Pokal zum ersten Mal ein Viertelfinale. Im Dezember zog er beim Finalturnier der Serie ins Halbfinale ein, in dem er sich dem späteren Turniersieger Wladyslaw Kossohow nur knapp mit 4:5 geschlagen geben musste. Im Januar 2015 gewann er bei der Kombinierte-Pyramide-Meisterschaft seine erste Medaille, als er im Halbfinale dem späteren Meister Pawlo Radionow unterlag.
Im April 2015 gelangte Smyrnow im Pokal ein weiteres Mal ins Halbfinale und verlor diesmal gegen Illja Salnykow. Einen Monat später wurde er durch einen 6:3-Finalsieg gegen den ehemaligen Weltmeister Jaroslaw Tarnowezkyj ukrainischer Meister in der Dynamischen Pyramide. Nachdem er beim Oleksandr-Hoduljan-Turnier ins Halbfinale gekommen war, folgten im Sommer 2016 seine einzigen beiden Teilnahmen an Jugendweltmeisterschaften. Während er bei der Dynamische-Pyramide-Jugend-WM ins Achtelfinale gelangte, erreichte er in der Freien Pyramide das Viertelfinale, in dem er dem Titelverteidiger Semjon Saizew mit 5:6 unterlag. Am Jahresende 2016 erreichte er bei den Lviv Open das Viertelfinale.
Anfang 2017 nahm Smyrnow als Dynamische-Pyramide-Meister von 2016 an der absoluten ukrainischen Meisterschaft teil und setzte sich dort gegen die Titelträger der beiden anderen Disziplinen, Wolodymyr Perkun und Artur Piwtschenko, durch. Wenig später gelangte er beim Cluster Cup ins Halbfinale und im ukrainischen Pokal erstmals ins Endspiel, in dem er sich Andrij Kljestow mit 5:7 geschlagen geben musste. Im Mai 2017 gab er beim Moskauer Bürgermeisterpokal sein Weltcupdebüt und kam in die Runde der letzten 64. Wenig später verlor er im Finale des Oleksandr-Hoduljan-Turniers nur knapp gegen Pawlo Radionow (4:5). Während er bei der ukrainischen Kombinierte-Pyramide-Meisterschaft bereits in der Runde der letzten 32 ausgeschieden war, erreichte er in der Dynamischen Pyramide und in der Freien Pyramide das Viertelfinale, in dem er gegen Bohdan Rybalko beziehungsweise Artur Piwtschenko verlor. Beim Finalturnier des ukrainischen Pokals 2017 zog Smyrnow ins Endspiel ein und unterlag Maksym Ossytschnjuk mit 6:7.
Während Smyrnow bei den ukrainischen Meisterschaften der Herren 2018 nicht über das Achtelfinale hinaus kam, wurde er Vizemeister bei den Studenten. Daneben erreichte er unter anderem das Halbfinale beim Finalturnier des UBA Cups und das Viertelfinale bei den Ajara Open. Im September 2018 zog er im ukrainischen Pokal ins Finale ein und verlor gegen Pawlo Radionow (5:7). Wenig später gelangte er beim Kremlin Cup ins Achtelfinale, in dem er dem späteren Turniersieger Oleg Jerkulew unterlag, und erreichte beim Savvidi Cup die Runde der letzten 32. Im Dezember kam er beim ukrainischen Pokal ins Halbfinale.
Anfang 2019 gewann Smyrnow die Bronzemedaille bei der nationalen Kombinierte-Pyramide-Meisterschaft, nachdem er im Halbfinale gegen den späteren Meister Mykyta Homenjuk verloren hatte. Im Juli verpasste er als Zweitplatzierter bei einem Qualifikationsturnier in Kiew knapp die Teilnahme an der Freie-Pyramide-WM. Nachdem er bei der ukrainischen Meisterschaft in der Dynamischen Pyramide im Achtelfinale ausgeschieden war, gelang ihm im Oktober im georgischen Batumi beim Pokal der Freundschaft zum ersten Mal der Einzug ins Finale eines internationalen Turniers. Er besiegte unter anderem Gagik Arutyunyan, Seymur Məmmədov und Paata Chmaladse, bevor er sich im Endspiel dem Weltmeister Iossif Abramow mit 3:6 geschlagen geben musste.
Im Jahr 2020 erzielte Smyrnow mehrere Erfolge bei regionalen Turnieren in Kiew, nahm jedoch nur an wenigen überregionalen Turnieren und an keiner der drei ukrainischen Meisterschaften teil. Er erreichte das Viertelfinale bei den Elite Profi Open und gewann im August 2020 durch einen 6:2-Finalsieg gegen Wolodymyr Perkun den Vertical Cup. Daneben erreichte er 2020 unter anderem das Viertelfinale beim UBA-Superfinale sowie den siebten Platz bei den Kyiv Open und beim Star-Turnier.

### Poolbillard
Gelegentlich trat Smyrnow auch im Poolbillard an. So erreichte er 2017 bei der ukrainischen Sommer-Universiade das Viertelfinale im 9-Ball und gewann in der gleichen Disziplin zwei Jahre später die Bronzemedaille bei der ukrainischen Studentenmeisterschaft, nachdem er im Halbfinale gegen den späteren Turniersieger Wjatscheslaw Skworzow ausgeschieden war.

## Erfolge
Finalteilnahmen
| Ergebnis | Jahr   | Turnier                                       | Finalgegner          | Endstand |
| -------- | ------ | --------------------------------------------- | -------------------- | -------- |
| Sieger   | 2016   | Ukrainische Meisterschaft (Dyn. Pyr.)         | Jaroslaw Tarnowezkyj | 6:3      |
| Finalist | 2017/1 | Ukrainischer Pokal (Fr. Pyr.)                 | Andrij Kljestow      | 5:7      |
| Finalist | 2017   | Oleksandr-Hoduljan-Turnier                    | Pawlo Radionow       | 4:5      |
| Finalist | 2017/F | Ukrainischer Pokal (Fr. Pyr.)                 | Maksym Ossytschnjuk  | 6:7      |
| Finalist | 2018   | Ukrainische Studentenmeisterschaft (Fr. Pyr.) | Andrij Kljestow      | 3:6      |
| Finalist | 2018   | Ukrainischer Pokal (Komb. Pyr.)               | Pawlo Radionow       | 5:7      |
| Finalist | 2019   | Pokal der Freundschaft                        | Iossif Abramow       | 3:6      |
| Sieger   | 2020   | Vertical Cup                                  | Wolodymyr Perkun     | 6:2      |

Weitere Erfolge
- Absolute ukrainische Meisterschaft: 2016